# Manuel Ildefonso de Sousa Lima
Manuel Ildefonso de Sousa Lima (Crateús, 3 de outubro de 1832 — Santo Amaro, 19 de janeiro de 1897) foi magistrado e político brasileiro.
Filho do capitão Luís Correia Lima e de Maria Manuela de Sousa Lima, nasceu na fazenda Sítio do Meio, no então município de Príncipe Imperial (hoje Crateús), atualmente sob jurisdição cearense, mas, na época, pertencia ao Piauí.
Bacharel pela Faculdade de Direito de Recife, abraçou a carreira da magistratura. Foi juiz de direito de Assaré, Ceará, donde foi removido para Teresina onde permaneceu até o advento da República. Por portaria de 27 de fevereiro de 1890, foi então removido para a comarca de Barra do Conde, na Bahia. Quando faleceu, ocupava o cargo de presidente do Poder Judiciário daquele estado.
Foi 4º vice-presidente da província do Piauí, exercendo a presidência interinamente seis vezes, de 11 de dezembro de 1879 a 4 de março de 1880, de 15 de abril a 1 de maio de 1880, de 31 de dezembro de 1881 a 1 de maio de 1882, de 18 de outubro a 6 de dezembro de 1883, de 8 de setembro a 1 de outubro de 1884, e de 1 de setembro a 14 de outubro de 1885.